# Пітер Стросон
Пітер Фредерік Стросон (1919–2006) — оксфордський філософ. Працював у галузі філософії мови, метафізики, епістемології та історії філософії, особливо Канта. Ветеран Другої світової війни.

## Біографія
Народився в Лондоні 23 листопада 1919 року. Вивчав філософію, політику та економіку в Коледжі Св. Джона в Оксфорді між 1937 і 1940 роками. Його викладачами філософії були Дж. Д. Мебботт, видатний політичний філософ, і Х. П. Грайс. Потім Стросона призвали на військову службу. Належить до покоління британських філософів, таких як Еєр, Гемпшир, Хеар, Харт і Воллгейм, які брали участь у Другій світовій війні. Перша посада після війни була в Бангорі, в Уельсі.
Після виграшу престижної премії Джона Локка в Оксфорді, отримав призначення в Університетському коледжі Оксфорда і став стипендіатом у 1948 році. У 1950 році, після публікації «Про референцію» в журналі "Mind" і його дебатів з Остіном про істину, став відомим на міжнародному рівні.
Подальше життя як філософа пройшло переважно на посадах в Оксфорді. З початку 1950-х років він встановив перевагу в оксфордській філософії завдяки своїм публікаціям і своїм критичним здібностям. Його досягнення були визнані обранням у 1960 році до Британської академії та отриманням лицарського звання в 1977 році. Він був одним із найвідоміших і найбільш обговорюваних британських філософів у академічному світі філософії з 1950-х до кінця 1980-х років. Його праці привернули увагу та обговорювалися провідними світовими філософами, зокрема Расселом, Селларсом, Патнемом, Куайном, Девідсоном і Кріпке. Стросон пішов у відставку в 1987 році, але залишався філософсько активним до своєї смерті в Оксфорді 13 лютого 2006 року.
Стросон був одружений і мав чотирьох дітей. Він був висококультурною людиною, із пристрастю до літератури, особливо до поезії, яку він міг декламувати і яку також писав. У розмові, манерах і зовнішньому вигляді справлялося переважне враження елегантності та невимушеного інтелекту.

## «Про референцію»
Його перша важлива робота «Про референцію» (1950) стверджує, що теорія дескрипцій Рассела не враховує належним чином роль дескрипцій як «референтних виразів», оскільки Рассел припустив «хибну трихотомію», згідно з якою речення є істинними, хибними або нісенітними. Стросон пояснював помилку Рассела його нечутливістю до звичайного використання дефінітивних дескрипцій. За Стросоном, щоб бути істинними чи хибними, речення повинні відповідати певним умовам; зокрема, якщо одне речення включає семантичну пресупозицію, воно може бути істинним або хибним, лише якщо ця пресупозиція істинна. Стросон стверджує, що речення з порожніми дескриптивними виразами не відпоідають цій умові; саме тому ці речення мають сенс, але не є ні істинними, ні хибними.

## «Індивіддуми»
У «Індивідуумах» (1959) Стросон зробив внесок у те, щоб метафізика стала поважною філософською дисципліною після десятиліть позитивістської риторики. Він виступав за «описову» метафізику, тобто за з’ясування основних рис нашої власної концептуальної схеми. Його аргументи ґрунтувалися на філософії мови; на його думку, «базові» партикуляри— це ті, які є основними об’єктами референціі, і саме просторово-часові та сортальні умови для їх ідентифікації та повторної ідентифікації мовцями становлять базові категорії.

## «Межи сенсу»
У «Межах сенсу» (1966) Стросон дає критичне прочитання теоретичної філософії Канта. Він вважає, що ми можемо відокремити глибокі істини щодо передумов об’єктивного досвіду та судження, встановлені трансцендентальними аргументами Канта, від проблематичної метафізики трансцендентального ідеалізму Канта. У своїй наступній книзі «Скептицизм і натуралізм: деякі різновиди» (1985) Стросон визнає, що трансцендентальні аргументи, такі як висунуті Кантом, належать до описової метафізики і не повинні розглядатися як спроби забезпечити зовнішнє обґрунтування нашої концептуальної схеми. Поєднуючи Г'юма і Канта, Стросон стверджує, що таке зовнішнє неможливе і не потрібне. Це тому, що ми маємо природну схильність формувати певні переконання, і ми не можемо поставити під сумнів ці переконання, тому що вони самі по собі дають змогу поставити під сумнів переконання в цілому.